# Joe Allen
Joseph Michael Allen (sinh ngày 14 tháng 3 năm 1990) là một cầu thủ bóng đá chuyên nghiệp người xứ Wales hiện đang thi đấu cho câu lạc bộ EFL Championship Swansea City và đội tuyển bóng đá quốc gia xứ Wales ở vị trí tiền vệ.

## Thống kê sự nghiệp

### Câu lạc bộ
Tính đến ngày 20 tháng 3 năm 2021.
| Câu lạc bộ          | Mùa giải            | Premier League      | Premier League | Premier League | FA Cup | FA Cup | League Cup | League Cup | Khác | Khác | Tổng cộng | Tổng cộng |
| Câu lạc bộ          | Mùa giải            | Hạng                | Trận           | Bàn            | Trận   | Bàn    | Trận       | Bàn        | Trận | Bàn  | Trận      | Bàn       |
| ------------------- | ------------------- | ------------------- | -------------- | -------------- | ------ | ------ | ---------- | ---------- | ---- | ---- | --------- | --------- |
| Swansea City        | 2006–07             | League One          | 1              | 0              | 0      | 0      | 0          | 0          | 0    | 0    | 1         | 0         |
| Swansea City        | 2007–08             | League One          | 6              | 0              | 3      | 0      | 2          | 0          | 3    | 0    | 14        | 0         |
| Swansea City        | 2008–09             | Championship        | 23             | 1              | 2      | 0      | 1          | 0          | —    | —    | 26        | 1         |
| Swansea City        | 2009–10             | Championship        | 21             | 0              | 1      | 0      | 0          | 0          | —    | —    | 22        | 0         |
| Swansea City        | 2010–11             | Championship        | 40             | 2              | 2      | 0      | 3          | 0          | 3    | 0    | 48        | 2         |
| Swansea City        | 2011–12             | Premier League      | 36             | 4              | 2      | 0      | 1          | 0          | —    | —    | 39        | 4         |
| Swansea City        | Tổng cộng           | Tổng cộng           | 127            | 7              | 10     | 0      | 7          | 0          | 6    | 0    | 150       | 7         |
| Wrexham (mượn)      | 2008–09             | Conference Premier  | 2              | 1              | —      | —      | —          | —          | —    | —    | 2         | 1         |
| Liverpool           | 2012–13             | Premier League      | 27             | 0              | 2      | 1      | 1          | 0          | 7    | 1    | 37        | 2         |
| Liverpool           | 2013–14             | Premier League      | 24             | 1              | 1      | 0      | 1          | 0          | —    | —    | 26        | 1         |
| Liverpool           | 2014–15             | Premier League      | 21             | 1              | 5      | 0      | 0          | 0          | 6    | 0    | 32        | 1         |
| Liverpool           | 2015–16             | Premier League      | 19             | 2              | 2      | 1      | 5          | 0          | 11   | 0    | 37        | 3         |
| Liverpool           | Tổng cộng           | Tổng cộng           | 91             | 4              | 10     | 2      | 7          | 0          | 24   | 1    | 132       | 7         |
| Stoke City          | 2016–17             | Premier League      | 36             | 6              | 1      | 0      | 2          | 0          | —    | —    | 39        | 6         |
| Stoke City          | 2017–18             | Premier League      | 36             | 2              | 1      | 0      | 1          | 2          | —    | —    | 38        | 4         |
| Stoke City          | 2018–19             | Championship        | 46             | 6              | 0      | 0      | 0          | 0          | —    | —    | 46        | 6         |
| Stoke City          | 2019–20             | Championship        | 35             | 4              | 0      | 0      | 0          | 0          | —    | —    | 35        | 4         |
| Stoke City          | 2020–21             | Championship        | 18             | 0              | 1      | 0      | 0          | 0          | —    | —    | 19        | 0         |
| Stoke City          | Tổng cộng           | Tổng cộng           | 171            | 18             | 3      | 0      | 3          | 2          | —    | —    | 177       | 20        |
| Tổng cộng sự nghiệp | Tổng cộng sự nghiệp | Tổng cộng sự nghiệp | 391            | 30             | 23     | 2      | 17         | 2          | 30   | 1    | 461       | 35        |

### Quốc tế
Tính đến ngày 29 tháng 11 năm 2022.
| Đội tuyển quốc gia | Năm       | Trận | Bàn |
| ------------------ | --------- | ---- | --- |
| Wales              | 2009      | 2    | 0   |
| Wales              | 2011      | 4    | 0   |
| Wales              | 2012      | 6    | 0   |
| Wales              | 2013      | 3    | 0   |
| Wales              | 2014      | 4    | 0   |
| Wales              | 2015      | 4    | 0   |
| Wales              | 2016      | 11   | 2   |
| Wales              | 2017      | 6    | 0   |
| Wales              | 2018      | 8    | 0   |
| Wales              | 2019      | 8    | 0   |
| Wales              | 2021      | 13   | 0   |
| Wales              | 2022      | 5    | 0   |
| Tổng cộng          | Tổng cộng | 74   | 2   |

### Bàn thắng quốc tế
| #  | Thời gian           | Địa điểm                                  | Đối thủ | Bàn thắng | Kết quả | Giải đấu                 |
| -- | ------------------- | ----------------------------------------- | ------- | --------- | ------- | ------------------------ |
| 1. | 5 tháng 9 năm 2016  | Sân vận động Cardiff City, Cardiff, Wales | Moldova | 2–0       | 4–0     | Vòng loại World Cup 2018 |
| 2. | 6 tháng 10 năm 2016 | Sân vận động Ernst Happel, Viên, Áo       | Áo      | 1–0       | 2–2     | Vòng loại World Cup 2018 |